# Bùi Thị An
Bùi Thị An (sinh 10/12/1943) nhà khoa học, nguyên Đại  biểu quốc hội  - Uỷ viên, Uỷ ban Khoa học, công nghệ và môi trường của Quốc hội khoá XIII (Nhiệm kỳ 2011 - 2016).

## Xuất thân
Bùi Thị An, sinh ngày 10 tháng 12 năm 1943 quê quán: Xã Minh Tân, huyện Vụ Bản, Nam Định. 
- Ông nội: Bùi Trình Khiêm (1880 - 1951), Đại biểu khoá I, Quốc hội nước Việt Nam Dân chủ Cộng hoà.
- Bố: Bùi Hạnh Cẩn (1919 - 2020), nhà báo.

## Giáo dục
- Tiến sĩ Chuyên ngành Hóa Lý. Bà được phong hàm PGS.
- Cao cấp lí luận chính trị

## Sự nghiệp
- Bà gia nhập Đảng Cộng sản Việt Nam vào ngày 10/5/1963
- Bà là Phó Chủ tịch Hội hóa học Việt Nam; Chủ tịch Hội hóa học TP Hà Nội. Viện trưởng Viện tài nguyên, môi trường và Phát triển cộng đồng.
- Đại biểu Hội đồng Nhân dân thành phố Hà Nội (nhiệm kỳ 2004-2011).
- Nơi ứng cử đại biểu Quốc hội: TP Hà Nội. Bà là đại biểu không chuyên trách
- Uỷ viên, Uỷ ban Khoa học, công nghệ và môi trường của Quốc hội
- Bà thực hiện công tác đại biểu ở đoàn đại biểu quốc hội Hà Nội.[2][3]